# Sông Pregolya
```
Pregolya
 hoặc 
Pregola
 (
tiếng Nga
: 
Прего́ля
; 
tiếng Đức
: 
Pregel
; 
tiếng Litva
: 
Prieglius
; 
tiếng Ba Lan
: 
Pregoła
) là một 
con sông
 ở vùng ngoại ô 
Kaliningrad
 
của Nga
.
```

## Tổng quan
Nó bắt đầu như một ngã ba sông م u và Angrapa và chảy ra biển Baltic qua đầm Vistula. Độ dài của nó dưới tên Pregolya là 123   km, 292   km bao gồm Angrapa. Lưu vực có diện tích 15,500 km². Lưu lượng trung bình là 90 m³ / s.
Vấn đề Bảy cây cầu của Königsberg của Euler dựa trên những cây cầu của dòng sông ở Königsberg, nay là Kaliningrad.
Một tên cổ có thể của Ptolemy của sông Pregolya là Chronos, mặc dù các lý thuyết khác xác định Chronos là một con sông lớn hơn nhiều, Nemunas.

## Các thành phố và thị trấn
- Chernyakhovsk
- Znamensk
- Gvardeysk
- Kaliningrad

## Phụ lưu
- Pissa
- Lava/ Łyna
- Angrapa
- Instruch